# Шалабр (кантон)
Шала́бр (фр. Chalabre) — кантон во Франции, находится в регионе Лангедок — Руссильон, департамент Од. Входит в состав округа Лиму.
Код INSEE кантона — 1111. Всего в кантон Шалабр входят 15 коммун, из них главной коммуной является Шалабр.

## Коммуны кантона
| Коммуна              | Население, чел. (1999) | Почтовый индекс | Код INSEE |
| -------------------- | ---------------------- | --------------- | --------- |
| Вильфор              | 87                     | 11230           | 11424     |
| Гейт-э-Лабастид      | 27                     | 11230           | 11171     |
| Кодваль              | 153                    | 11230           | 11080     |
| Корбьер              | 26                     | 11230           | 11100     |
| Куртоли              | 73                     | 11230           | 11107     |
| Монжарден            | 110                    | 11230           | 11249     |
| Пейрефит-дю-Разе     | 37                     | 11230           | 11282     |
| Пюивер               | 410                    | 11230           | 11303     |
| Ривель               | 211                    | 11230           | 11316     |
| Сен-Бенуа            | 106                    | 11230           | 11333     |
| Сен-Жан-де-Параколь  | 94                     | 11260           | 11346     |
| Сент-Коломб-сюр-л’Эр | 539                    | 11230           | 11336     |
| Соннак-сюр-л’Эр      | 128                    | 11230           | 11380     |
| Трезье               | 84                     | 11230           | 11400     |
| Шалабр               | 1 172                  | 11230           | 11091     |

## Население
Население кантона на 1999 год составляло 3 257 человек.
| 1962  | 1968  | 1975  | 1982  | 1990  | 1999  | 2006 | 2007 |
| ----- | ----- | ----- | ----- | ----- | ----- | ---- | ---- |
| 4 001 | 4 374 | 3 770 | 3 642 | 3 352 | 3 257 | -    | -    |